# Campionato italiano di pallamano maschile U19
Il Campionato italiano di pallamano maschile U18 è l'ultimo livello del campionato italiano giovanile.
Il torneo, organizzato dalla FIGH su base nazionale, si svolge in due fasi: una prima in cui le squadre partecipanti si affrontano con la formula di più gironi all'italiana interregionali con partite di andata e ritorno, che si tiene normalmente da ottobre ad aprile. A seguire è prevista una fase finale tra le migliori squadre classificate.
La vittoria nel campionato dà al club vincitore il titolo di campione d'Italia per la stagione successiva; a tutto il 2021 le squadre ad avere vinto più titoli sono la Pallamano Cologne e il Cassano Magnago Handball Club, con 3; l'attuale club campione è il Cassano Magnago Handball Club che ha vinto l'edizione del campionato 2020-21.
Dalla stagione 2020-21 alla stagione 2023-24 non si è disputato a causa dell'istituzione della Youth League.

## Formula

### Stagione regolare
Le squadre si scontrano in un girone all'italiana con gare di andata e ritorno. Al termine della stagione regolare, le prime due squadre si qualificano alla fase finale.
Per ogni incontro i punti assegnati in classifica sono così determinati:
- due punti per la squadra che vinca l'incontro;
- un punto per squadra in caso di pareggio;
- zero punti per la squadra che perda l'incontro.

### Fase finale
Le squadre qualificate vengono sorteggiate in vari gironi in base al numero delle squadre iscritte, dove si disputano gare di sola andata.
Al termine dei gironi eliminatori le squadre qualificate si affrontano in un torneo ad eliminazione diretta.
Al termine della finale, la squadra vincitrice sarà proclamata Campione d'Italia per la stagione successiva.

## Albo d'oro
| Edizione  | Vincitore              | N° Titolo              | 2º classificato        | Note                   |
| --------- | ---------------------- | ---------------------- | ---------------------- | ---------------------- |
| 1997-98   | Cologne                | 1º titolo              | Junior Fasano          |                        |
| 1998-99   | Cologne                | 2º titolo              | Casalgrande            |                        |
| 1999-00   | Castenaso              | 1º titolo              | Cologne                |                        |
| 2000-01   | Casalgrande            | 2º titolo              | ACLI Napoli            |                        |
| 2001-02   | Conversano             | 1º titolo              | Paese                  |                        |
| 2002-03   | Secchia                | 1º titolo              | VVFF Siracusa          |                        |
| 2003-04   | Estense Ferrara        | 1º titolo              | Conversano             |                        |
| 2004-05   | Brixen                 | 1º titolo              | Prato                  |                        |
| 2005-06   | Junior Fasano          | 1º titolo              | Città Sant'Angelo      |                        |
| 2006-07   | Conversano             | 2º titolo              | Bologna United         |                        |
| 2007-08   | Crenna                 | 1º titolo              | Derthona               |                        |
| 2008-09   | Malo                   | 1º titolo              | Leno                   |                        |
| 2009-10   | Trieste                | 1º titolo              | Romagna                |                        |
| 2010-11   | Trieste                | 2º titolo              | Pescara                |                        |
| 2011-12   | Cologne                | 3º titolo              | Oderzo                 |                        |
| 2012-13   | Bozen                  | 1º titolo              | Secchia Rubiera        |                        |
| 2013-14   | Brixen                 | 2º titolo              | Secchia Rubiera        |                        |
| 2014-15   | Pressano               | 1º titolo              | Black Devils           |                        |
| 2015-16   | Bologna United         | 1º titolo              | Cassano Magnago        |                        |
| 2016-17   | Pressano               | 2º titolo              | Black Devils           |                        |
| 2017-18   | Cassano Magnago        | 1º titolo              | Black Devils           |                        |
| 2018-19   | Cassano Magnago        | 2º titolo              | Black Devils           |                        |
| 2019-2020 | Edizione non assegnata | Edizione non assegnata | Edizione non assegnata | Edizione non assegnata |
| 2020-21   | Cassano Magnago        | 3º titolo              | Black Devils           |                        |
| 2021-2024 | Edizioni non disputate | Edizioni non disputate | Edizioni non disputate | Edizioni non disputate |

|  |

### Riepilogo vittorie per club
| Numero | Club            | Città           | Anni                      |
| ------ | --------------- | --------------- | ------------------------- |
| 3      | Cassano Magnago | Cassano Magnago | 2017-18, 2018-19, 2020-21 |
| 3      | Cologne         | Cologne         | 1997-98, 1998-99, 2011-12 |
| 2      | Pressano        | Lavis           | 2014-15, 2016-17          |
| 2      | Brixen          | Bressanone      | 2004-05, 2013-14          |
| 2      | Trieste         | Trieste         | 2009-10, 2010-11          |
| 2      | Conversano      | Conversano      | 2001-02, 2006-07          |
| 1      | Bologna United  | Bologna         | 2015-16                   |
| 1      | Bozen           | Bolzano         | 2012-13                   |
| 1      | Malo            | Malo            | 2008-09                   |
| 1      | Crenna          | Crenna          | 2007-08                   |
| 1      | Junior Fasano   | Fasano          | 2005-06                   |
| 1      | Estense Ferrara | Ferrara         | 2003-04                   |
| 1      | Secchia         | Rubiera         | 2002-03                   |
| 1      | Casalgrande     | Casalgrande     | 2000-01                   |
| 1      | Castenaso       | Castenaso       | 1999-00                   |